# Západní Kordillera (Ekvádor)
 Západní Kordillera, španělsky Cordillera Occidental, je jeden ze dvou hlavních hřebenů And v Ekvádoru. Rozkládá se ze severu k jihu v délce okolo 600 kilometrů. Společně s východně ležící Východní Kordillerou tvoří rozsáhlou hrásť o šířce 150 až 200 kilometrů, která se zvedá o 4 000 metrů výše nad okolní západně ležící tichomořskou nížinu a východně ležící Amazonskou nížinu.
Nejvyšší horou Západní Kordillery je nejvyšší hora Ekvádoru stratovulkán Chimborazo (6 267 m). K dalším nejvyšším vrcholům náleží Iliniza (5 241 m) a Carihuairazo (5 020 m).

## Geografie
Přestože se v ekvádorské Západní Kordilleře nachází Chimborazo, je užší a nižší než Východní Kordillera. Hlavní horský hřbet je rozčleněný řadou údolí s řekami směřujícími do Tichého oceánu. Mezi Západní a Východní Kordillerou bylo původní údolí v mezozoiku na více místech přehrazeno výlevy láv. Vznikly tak příčné vulkanické masivy, které střídají pánve. Pramenící řeky odtud míří buď do Tichého oceánu nebo do Amazonie.